# آرامگاه حبقوق نبی
مقبره حبقوق نبی مربوط حدود ۷۰۰ قبل از میلاد است و در تویسرکان، داخل شهر واقع شده و این اثر در تاریخ ۸ اردیبهشت ۱۳۵۳ با شمارهٔ ثبت ۹۶۹ به‌عنوان یکی از آثار ملی ایران به ثبت رسیده است.